# Antichthonidris bidentatus
Antichthonidris bidentatus é uma espécie de formiga da família Formicidae. É endémica da Argentina.